# Герой СамСам
«Герой СамСам» (SamSam) — французский полнометражный анимационный фильм, основанный на мультсериале 2007 года «СамСам: Приключения Супергероя». Также существуют комиксы о СамСаме, его семье и друзьях.
Премьера фильма состоялась на кинофестивале в Анси 7 декабря 2019 года. 5 февраля картина вышла в прокат во Франции.

## Маркетинг
Локализованный трейлер фильма был опубликован в сети 15 января.

## Релиз
Премьера фильма состоялась на кинофестивале в Анси 7 декабря 2019 года. Во Франции первый показ картины прошел 5 февраля. В российский прокат «Герой СамСам» должен был выйти 2 апреля, однако из-за пандемии коронавируса и закрытии кинотеатров, старт был перенесен. Было решено выпустить анимационный фильм 26 июня на цифровых платформах.
Картина была приобретена для проката в Турции, где он начнется 28 августа.